# Lamprima
Lamprima es un género de coleóptero de la familia Lucanidae.

## Especies

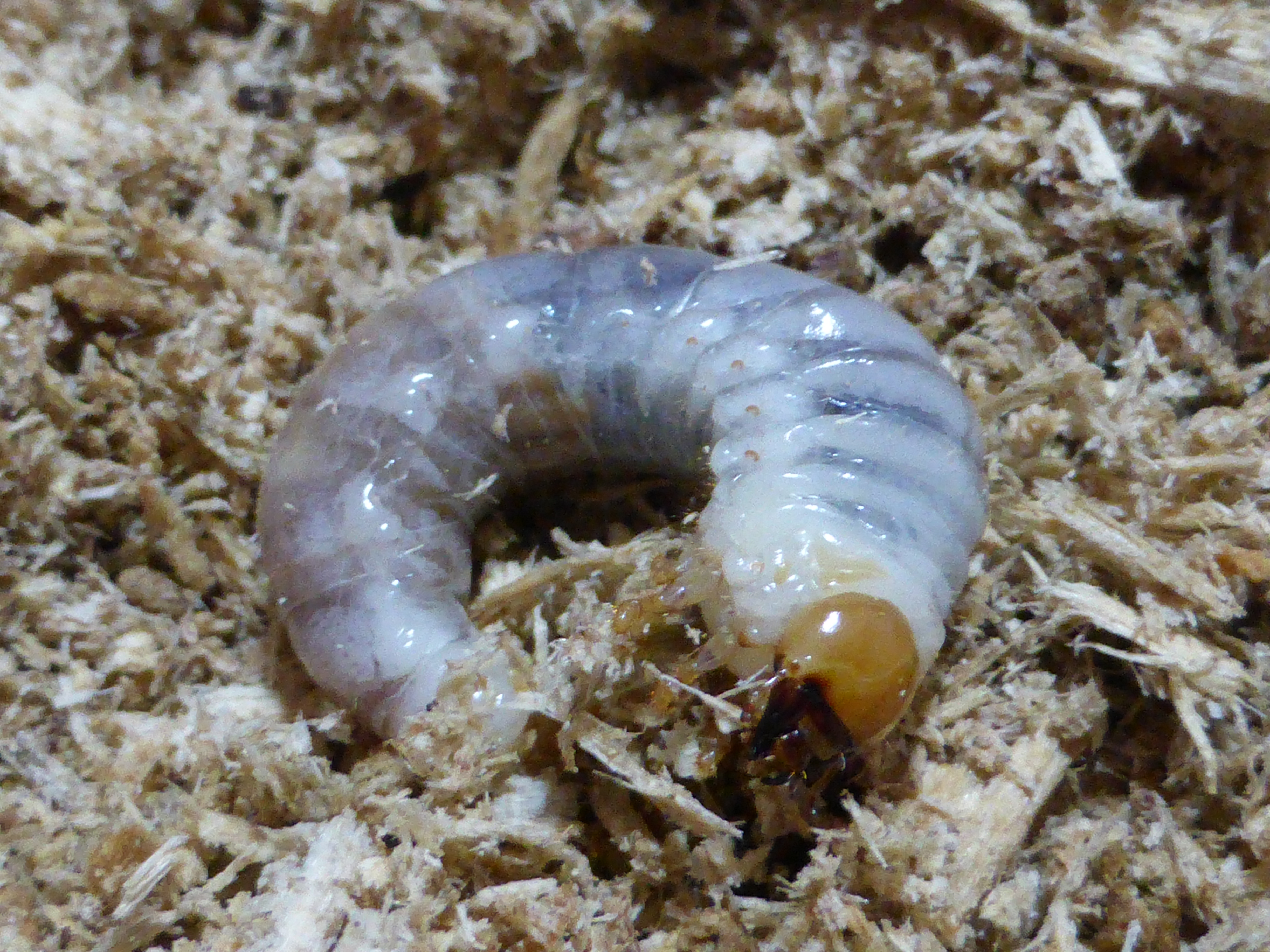
Lamprima aurata, larva

Las especies de este género son:
- Lamprima adolphinae
- Lamprima aenea
- Lamprima aurata
- Lamprima imberbis
- Lamprima insularis
- Lamprima latreillii
- Lamprima micardi
- Lamprima varians